# Rauniosaari (ö i Norra Savolax, Norra Savolax, lat 63,10, long 26,52)
Rauniosaari är en ö i Finland. Den ligger i sjön Nilakka och i kommunen Pielavesi i den ekonomiska regionen  Övre Savolax ekonomiska region  och landskapet Norra Savolax, i den centrala delen av landet, 300 km norr om huvudstaden Helsingfors. Öns area är 0,5 hektar och dess största längd är 140 meter i öst-västlig riktning.